# The Lady Is Willing
The Lady Is Willing – amerykańska komedia romantyczna z 1942 roku.

## O filmie
Obraz wyreżyserował i wyprodukował Mitchell Leisen, a główne role zagrali w nim Marlena Dietrich i Fred MacMurray. Produkcja filmu trwała dwa miesiące, od sierpnia do października 1941.

## Fabuła
Artystka broadwayowa, Liza Madden (Marlene Dietrich), marzy o macierzyństwie. Pewnego dnia znajduje porzucone dziecko i postanawia je wychować. Jedyną przeszkodą jest fakt, iż Liza jest samotną kobietą. By zdobyć prawa rodzicielskie, proponuje pediatrze Coreyowi McBainowi (Fred MacMurray) małżeństwo, tak, aby mogła oficjalnie zostać matką dziecka.

## Obsada
- Marlene Dietrich - Elizabeth Madden
- Fred MacMurray - doktor Corey McBain
- Aline MacMahon - Buddy
- Arline Judge - Frances
- Stanley Ridges - Kenneth Hanline
- Roger Clark - Victor
- Marietta Canty - Mary Lou
- David James - Baby Corey
- Ruth Ford - Myrtle
- Sterling Holloway - Arthur Miggle
- Harvey Stephens - doktor Golding
- Harry Shannon - detektyw Sergeant Barnes
- Elizabeth Risdon - pani Cummings
- Charles Lane - K.K. Miller
- Murray Alper - Joe Quig
- Kitty Kelly - Nellie Quig